# Melilas (Brunéi)
Melilas es un mukim, o provincia, en el distrito Belait de Brunéi. Está localizado en el punto más al sur de Belait, limítrofe con Mukim Sukang al norte y Sarawak (Malasia) al este, sur y oeste.

## Áreas y divisiones
Mukim Melilas incluye las siguientes áreas :
- Kampong Tempinak
- Kampong Melilas
- Kampong Bengerang II

- Datos: Q1953053
- Multimedia: Melilas / Q1953053